# Doleschallia semperi
Doleschallia semperi är en fjärilsart som beskrevs av Moore. Doleschallia semperi ingår i släktet Doleschallia och familjen praktfjärilar. Inga underarter finns listade i Catalogue of Life.